# Abraham Gesner
Abraham Pine Gesner (Cornwallis, Nova Escòcia, 2 de maig de 1797 - Halifax, Nova Escòcia, 29 d'abril de 1864) és un metge i geòleg que va esdevenir el principal fundador de la indústria del petroli moderna.

## Biografia
Si bé va practicar la medicina, Gesner va seguir mantenint la seva passió per la geologia. El 1836, va publicar un estudi sobre els minerals de Nova Escòcia, que inclou un mapa geològic detallat amb informació sobre importants reserves de carbó i de ferro a Nova Escòcia. El 1838, va ser nomenat geòleg provincial de Nova Brunswick amb la tasca de dur a terme un estudi geològic similar. En fer la seva recerca, va descobrir el 1839 l'Albertit, que va rebre aquest nom, ja que el va trobar al Comtat d'Albert.
El 1842, Gesner va inaugurar Museu Gesner, a Saint John (Nova Brunswick), el primer museu públic del Canadà. El museu va esdevenir el prestigiós Museu de Nova Brunswick.
Les investigacions de Gesner sobre els minerals li van permetre descobrir el 1846 un procés per fer un millor combustible a partir del carbó d'hulla. El seu nou producte, que va anomenar querosè, també anomenat oli de carbó, cremava millor i era més barat que l'oli de balena i vegetals utilitzats fins aquell moment. El 1850, Gesner va crear la Kerosene Gaslight Company, que es va començar a instal·lar enllumenat als carrers de Halifax i aviat a altres llocs. El 1854 es va establir als Estats Units, on va fundar la North American Kerosene Gas Light Company a Long Island. La demanda va ser tan gran que la capacitat de la seva companyia va esdevenir un problema, però el descobriment del petroli, del qual també se'n podia treure querosè, va resoldre el problema del subministrament.
Abraham Gesner va continuar la seva investigació sobre els combustibles i va escriure nombrosos estudis científics sobre la indústria, incloent una publicació de 1861 titulada "Tractat pràctic sobre el carbó, el petroli i altres olis destil·lats", que va esdevenir la referència d'aquell entorn. Finalment, l'empresa va ser absorbida per Standard Oil i Gesner va tornar a Halifax, on va ser nomenat professor d'història natural a la Universitat Dalhousie.
El 1933, la Imperial Oil Ltd., una subsidiària de la Standard Oil, va erigir un monument Cementiri de Camp Hill a Halifax per retre homenatge a la contribució d'Abraham Gesner en la indústria petroliera. El 2000, Postes Canada van publicar un segell en el seu honor.